# Contea di Huantai
La contea di Huantai (桓台县S, Huántái XiànP) è una contea della Cina, situata nella provincia dello Shandong e amministrata dalla prefettura di Zibo.